# Молочай аммак
Молоча́й амма́к (лат. Euphórbia ámmak) — многолетнее суккулентное древовидное растение; вид рода Молочай (Euphorbia) семейства Молочайные (Euphorbiaceae).

## Морфология

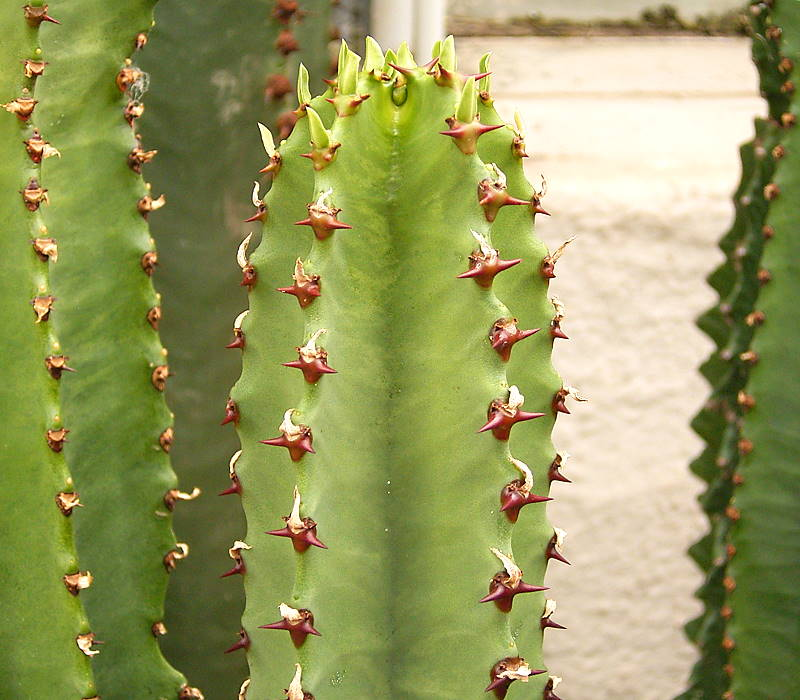
Стебель с листьями, Германия

Напоминает внешним видом Молочай канделябровидный (Euphorbia candelabra), но не такой ветвистый. Может вырастать до высоты 10 м. Коротким стволом напоминает кактус, а обратно-коническая крона делает его похожим на канделябр.
Ствол короткий, 10—15 см толщиной.
Ветви первоначально около 60 см длиной, поднимаются вертикально вверх, 4—5-ребристые, глубоко-бороздчатые, тёмно-зелёные; рёбра толстые, волнистые; молодые нецветущие побеги с парой шипов на расстоянии 1 см друг от друга. Шипы тёмно-коричневые, 1 см длиной, формы рожек или обратного треугольника.
В подходящем климате (влажном и одновременно тёплом) листья появляются на вершинах ветвей. Они ланцетовидные; на молодых побегах до 4 см длиной и 7 мм шириной, на старых меньшего размера, быстро опадающие.
Циатии почти сидячие, располагаются выше пары шипов, жёлто-зелёные, около 1 см в диаметре, мясистые, с пятью нектарниками. Пестика три, завязь трёхгнёздная, семян три, иногда больше.
Плод — зелёный трёхорешник, 3 мм в диаметре.

## Распространение
Азия: Саудовская Аравия (запад), Йемен (север).
Растёт на сухих местах.

## Практическое использование
Выращивается в качестве комнатного декоративного растения.
Размножается черенками.

## Таксономия
|  |                                      |  |                                                             |                                                             |                      |  | ещё 36 семейств (согласно Системе APG II), в том числе Маковые | ещё 36 семейств (согласно Системе APG II), в том числе Маковые |                         |  |  |  | ещё ≈2000 видов |
|  |                                      |  |                                                             |                                                             |                      |  | ещё 36 семейств (согласно Системе APG II), в том числе Маковые | ещё 36 семейств (согласно Системе APG II), в том числе Маковые |                         |  |  |  | ещё ≈2000 видов |
|  |                                      |  |                                                             | порядок Мальпигиецветные                                    |                      |  |                                                                |                                                                | род Молочай (Euphorbia) |  |  |  |                 |
|  |                                      |  |                                                             | порядок Мальпигиецветные                                    |                      |  |                                                                |                                                                | род Молочай (Euphorbia) |  |  |  |                 |
|  | отдел Цветковые, или Покрытосеменные |  |                                                             |                                                             | семейство Молочайные |  |                                                                |                                                                | вид Молочай аммак       |  |  |  |                 |
|  | отдел Цветковые, или Покрытосеменные |  |                                                             |                                                             | семейство Молочайные |  |                                                                |                                                                |                         |  |  |  |                 |
|  |                                      |  | ещё 44 порядка цветковых растений (согласно Системе APG II) | ещё 44 порядка цветковых растений (согласно Системе APG II) |                      |  |                                                                | ещё >300 родов                                                 | ещё >300 родов          |  |  |  |                 |
|  |                                      |  |                                                             | ещё 44 порядка цветковых растений (согласно Системе APG II) |                      |  |                                                                |                                                                | ещё >300 родов          |  |  |  |                 |